# Erythmelus vanheldeni
Erythmelus vanheldeni is een vliesvleugelig insect uit de familie Mymaridae. De wetenschappelijke naam is voor het eerst geldig gepubliceerd in 2003 door Triapitsyn.